# Henryk Roman Gulbinowicz
Henryk Roman Gulbinowicz (Vilnius, 17 ottobre 1923 – Breslavia, 16 novembre 2020) è stato un cardinale e arcivescovo cattolico polacco.

## Biografia
Henryk Roman Gulbinowicz è nato il 17 ottobre 1923 nel villaggio di Sukiškes, comune distrettuale ed arcidiocesi di Vilnius, allora in Polonia ed oggi in Lituania.
Ha ricevuto l'ordinazione sacerdotale il 18 giugno 1950, presso la Co-Cattedrale dell'Assunzione di Maria Vergine a Białystok, per imposizione delle mani di monsignor Romuald Jałbrzykowski, arcivescovo metropolita di Vilnius; si è incardinato, ventiseienne, come presbitero della medesima arcidiocesi.

### Ministero episcopale
Il 12 gennaio 1970 papa Paolo VI lo ha nominato, quarantaseienne, amministratore apostolico del territorio polacco di Vilnius (divenuto poi l'attuale arcidiocesi di Białystok), assegnandogli contestualmente la sede titolare di Acci; è succeduto, in qualità di amministratore apostolico, a monsignor Władysław Suszyński, deceduto il 27 ottobre 1968. Ha ricevuto la consacrazione episcopale il successivo 8 febbraio, presso la Pro-Cattedrale di Białystok, per imposizione delle mani del cardinale Stefan Wyszyński, arcivescovo metropolita di Varsavia e Gniezno nonché primate di Polonia, assistito dai co-consacranti monsignori Józef Drzazga, vescovo titolare di Siniando ed amministratore apostolico ad nutum Sanctæ Sedis per la parte centrale e meridionale di Varmia, e Kazimierz Jan Majdański, vescovo titolare di Zorolo ed ausiliare di Włocławek. Come suo motto episcopale il neo vescovo Gulbinowicz ha scelto Patientia et Caritas, che tradotto vuol dire "Pazienza e carità".
Il 3 gennaio 1976 papa Montini lo ha nominato, cinquantaduenne, arcivescovo metropolita di Breslavia; è succeduto al cardinale Bolesław Kominek, deceduto il 10 marzo 1974.

### Cardinalato
Il 24 aprile 1985, al termine dell'Udienza generale, papa Giovanni Paolo II ha annunciato la sua creazione a cardinale nel concistoro del 25 maggio seguente; è stato il quarto arcivescovo di Breslavia di seguito a ricevere la porpora. Durante la cerimonia gli sono stati conferiti la berretta, l'anello cardinalizio ed il titolo cardinalizio dell'Immacolata Concezione di Maria a Grottarossa, istituito dallo stesso Pontefice con la bolla pontificia Purpuratis Patribus il precedente 3 maggio.
Il 17 ottobre 2003, al compimento dell'ottantesimo genetliaco, ha perso il diritto di entrare in conclave ed ha cessato di essere membro dei dicasteri della Curia romana, in conformità all'art. II § 1-2 del motu proprio Ingravescentem Aetatem.
Il 3 aprile 2004 papa Wojtyła ha accettato la sua rinuncia dal governo pastorale dell'arcidiocesi di Breslavia per raggiunti limiti d'età, ai sensi del can. 401 § 1 del Codice di diritto canonico, divenendo arcivescovo emerito; gli è succeduto monsignor Marian Gołębiewski, trasferito lo stesso giorno dalla sede di Koszalin-Kołobrzeg.
Fino al febbraio 2005 si è creduto che l'anno di nascita di Gulbinowicz fosse il 1928: in quel periodo il cardinale ha corretto la propria data di nascita in 1923, affermando che i genitori l'avevano falsificata perché non venisse arruolato nell'Armata Rossa dell'Unione Sovietica o inviato in un campo di lavoro forzato durante l'occupazione tedesca della Lituania; per questo motivo non ha potuto partecipare né al conclave del 2005, che ha portato all'elezione di papa Benedetto XVI, né a quello del 2013, che ha portato all'elezione di papa Francesco.
Il 6 novembre 2020, a seguito di indagini svolte per molestie sessuali, la nunziatura apostolica in Polonia ha comunicato la decisione della Santa Sede di privarlo delle insegne episcopali, di proibirgli la partecipazione a cerimonie pubbliche, di revocargli il diritto di avere funerali e sepoltura in cattedrale e dell'obbligo del pagamento di una congrua somma di denaro ad un'associazione a favore delle vittime di abusi sessuali.
Ricoverato all'ospedale specialistico provinciale di Breslavia, è morto pochi giorni dopo, alle 10:40 del 16 novembre, all'età di 97 anni per una grave polmonite, insufficienza circolatoria e insufficienza respiratoria. I funerali sono stati celebrati il successivo 20 novembre dall'arcivescovo di Breslavia Józef Piotr Kupny in forma privata presso la chiesa del Santo Nome di Gesù. Al termine della cerimonia la salma è stata cremata ed il 23 novembre l'urna con le ceneri è stata sepolta, per volere della sorella Wacława, nella tomba di famiglia al cimitero comunale in via Poprzeczna ad Olsztyn, accanto ai suoi genitori.

## Genealogia episcopale e successione apostolica
La genealogia episcopale è:
- Cardinale Scipione Rebiba
- Cardinale Giulio Antonio Santori
- Cardinale Girolamo Bernerio, O.P.
- Vescovo Claudio Rangoni
- Arcivescovo Wawrzyniec Gembicki
- Arcivescovo Jan Wężyk
- Vescovo Piotr Gembicki
- Vescovo Jan Gembicki
- Vescovo Bonawentura Madaliński
- Vescovo Jan Małachowski
- Arcivescovo Stanisław Szembek
- Vescovo Felicjan Konstanty Szaniawski
- Vescovo Andrzej Stanisław Załuski
- Arcivescovo Adam Ignacy Komorowski
- Arcivescovo Władysław Aleksander Łubieński
- Vescovo Andrzej Stanisław Młodziejowski
- Arcivescovo Kasper Kazimierz Cieciszowski
- Vescovo Franciszek Borgiasz Mackiewicz
- Vescovo Michał Piwnicki
- Arcivescovo Ignacy Ludwik Pawłowski
- Arcivescovo Kazimierz Roch Dmochowski
- Arcivescovo Wacław Żyliński
- Vescovo Aleksander Kazimierz Bereśniewicz
- Arcivescovo Szymon Marcin Kozłowski
- Vescovo Mečislovas Leonardas Paliulionis
- Arcivescovo Bolesław Hieronim Kłopotowski
- Arcivescovo Jerzy Józef Elizeusz Szembek
- Vescovo Stanisław Kazimierz Zdzitowiecki
- Cardinale Aleksander Kakowski
- Cardinale August Hlond, S.D.B.
- Cardinale Stefan Wyszyński
- Cardinale Henryk Roman Gulbinowicz

La successione apostolica è:
- Vescovo Tadeusz Rybak (1977)
- Vescovo Adam Dyczkowski (1978)
- Arcivescovo Edward Ozorowski (1979)
- Vescovo Józef Pazdur (1985)
- Vescovo Jan Tyrawa (1988)
- Vescovo Edward Janiak (1996)
- Vescovo Ignacy Dec (2004)